# 比井崎村
比井崎村（ひいざきむら）は、和歌山県日高郡にあった村。現在の日高町の南西端にあたる。

## 地理
- 海洋：紀伊水道
- 山岳：瀬山、東高坪山
- 岬：方杭崎、長崎、黒ハイ、小浦崎、洲崎、兜崎、唐子崎、産湯崎、馳出の鼻、蛇ノ鼻、日ノ御埼

## 歴史
- 1889年（明治22年）4月1日 - 町村制の施行により、小浦・津久野浦・比井浦・小坂村・産湯浦・阿尾浦および方杭村の大部分（飛地を除く）の区域をもって発足。
- 1954年（昭和29年）10月1日 - 内原村・志賀村と合併して日高町が発足。同日比井崎村廃止。